# Bubble Bath
Habfürdő (letteralmente "bagnoschiuma"), distribuito per lo streaming in Italia col titolo inglese Bubble Bath, è un film d'animazione ungherese del 1979 diretto da György Kovásznai.
Fu il terzo lungometraggio d'animazione realizzato in Ungheria e il primo ed unico del regista Kovásznai.

## Trama
Zsolt Mohai è un decoratore d'interni e vetrinista quarantenne che il giorno del suo matrimonio decide che non si vuole più sposare. Si reca quindi a casa di Anna Parádi, un'amica della sua promessa sposa Klári, per pregarla di dirle che non sta bene e che bisogna rinviare la cerimonia. 
Klári però vuole sincerarsi sulle condizioni di Zsolt e si fa perciò accompagnare da uno degli invitati, il pugile Nándor Homolya, a casa di Anna. Zsolt cerca di evitare l'incontro travestendosi da sommozzatore in modo da risultare irriconoscibile e nascondendosi nelle altre stanze dell'appartamento; prima s'imbatte in Zsófi Jelenti, l'anziana e paralitica zia di Anna che lo scambia per il fantasma del suo defunto marito, poi nel pugile che, essendo ubriaco, viene messo facilmente al tappeto da un diretto di Zsolt. Quando però Zsolt sente la confessione che Klári fa ad Anna sui suoi passati amanti, esce allo scoperto e si decide al matrimonio.
Anna, che ha iniziato a provare qualcosa per Zsolt, se ne ha a male e va a passeggiare sulle rive del fiume, dove vede coppie in atteggiamenti affettuosi che a lei sembrano delle mostruose metamorfosi.
Un anno dopo, Zsolt torna a far visita a Anna, ora studentessa di medicina com'era nei suoi desideri, per invitarla al battesimo di suo figlio. Klári, dal canto suo, annuncia al marito, mentre questi si trova nella vasca da bagno, che anch'ella ha l'ambizione di diventare medico, probabilmente perché non vuol essere da meno di Anna.

## Distribuzione
Il film uscì in patria il 6 aprile 1980.
Nel 2021 è stata resa disponibile per lo streaming una versione restaurata con sottotitoli in 
inglese e francese. Una versione sottotitolata in italiano è disponibile dal 24 agosto 2022 attraverso la piattaforma MUBI.